# Georges Gurvitch
 (septembre 2022).
La mise en forme du texte ne suit pas les recommandations de Wikipédia : il faut le « wikifier ».
Les points d'amélioration suivants sont les cas les plus fréquents. Le détail des points à revoir est peut-être précisé sur la page de discussion.
- Les titres sont pré-formatés par le logiciel. Ils ne sont ni en capitales, ni en gras.
- Le texte ne doit pas être écrit en capitales (les noms de famille non plus), ni en gras, ni en italique, ni en « petit »…
- Le gras n'est utilisé que pour surligner le titre de l'article dans l'introduction, une seule fois.
- L'italique est rarement utilisé : mots en langue étrangère, titres d'œuvres, noms de bateaux, etc.
- Les citations ne sont pas en italique mais en corps de texte normal. Elles sont entourées par des guillemets français : « et ».
- Les listes à puces sont à éviter, des paragraphes rédigés étant largement préférés. Les tableaux sont à réserver à la présentation de données structurées (résultats, etc.).
- Les appels de note de bas de page (petits chiffres en exposant, introduits par l'outil «  Source ») sont à placer entre la fin de phrase et le point final[comme ça].
- Les liens internes (vers d'autres articles de Wikipédia) sont à choisir avec parcimonie. Créez des liens vers des articles approfondissant le sujet. Les termes génériques sans rapport avec le sujet sont à éviter, ainsi que les répétitions de liens vers un même terme.
- Les liens externes sont à placer uniquement dans une section « Liens externes », à la fin de l'article. Ces liens sont à choisir avec parcimonie suivant les règles définies. Si un lien sert de source à l'article, son insertion dans le texte est à faire par les notes de bas de page.
- La présentation des références doit suivre les conventions bibliographiques. Il est recommandé d'utiliser les modèles {{Ouvrage}}, {{Chapitre}}, {{Article}}, {{Lien web}} et/ou {{Bibliographie}}. Le mode d'édition visuel peut mettre en forme automatiquement les références.
- Insérer une infobox (cadre d'informations à droite) n'est pas obligatoire pour parachever la mise en page.

Pour une aide détaillée, merci de consulter Aide:Wikification.
Si vous pensez que ces points ont été résolus, vous pouvez retirer ce bandeau et améliorer la mise en forme d'un autre article.
Georges Gurvitch, né Guéorgui Davidovitch Gourvitch (en russe : Георгий Давидович Гурвич) le 20 octobre 1894 à Novorossiïsk dans l'Empire russe et mort le 12 décembre 1965 à Paris, est un sociologue russe naturalisé français en 1928.

## Biographie

### Jeunesse et études
Né dans une famille juive, il suit des études de droit, et fréquente les universités de Heidelberg et de Leipzig. Il participe à la révolution russe aux côtés de Lénine et Trotski. En 1920, il est nommé à l'université de droit de Tomsk en Sibérie occidentale. Il s'installe ensuite à Berlin où il soutient une thèse sur Johann Gottlieb Fichte. 

### Parcours professionnel
De 1922 à 1924, il enseigne à la faculté de droit de l'Université russe de Prague.
En 1925, il s'installe en France où il participe à l'introduction de la phénoménologie. Il est naturalisé français quatre ans plus tard. Il soutient ses thèses L'idée du droit social et Le temps présent et l'idée du droit social en 1932. En 1935, il succède à Maurice Halbwachs à l'université de Strasbourg. Révoqué comme juif par le régime de Vichy, il parvient à quitter la France.
Exilé à New York, il participe, sous l'égide de la France libre, à la fondation de l'École libre des hautes études, dont il dirige l'Institut français de sociologie. Revenu à l'Université de Strasbourg en 1945, il est élu à la Sorbonne en 1948, puis à l'École pratique des hautes études en 1950. Il fonde en 1946 les Cahiers internationaux de sociologie et joue un rôle majeur dans la formation du CES (Centre d'études sociologiques), destiné à devenir un des hauts lieux de la formation des sociologues.
Il devient enseignant de sociologie à l'Institut d'études politiques de Paris.
En 1958, il est à l'initiative avec Henri Janne de la fondation de l'Association internationale des sociologues de langue française (AISLF).
Il fonde le « Groupe de Sociologie de la Connaissance », auquel ont collaboré Roger Bastide, Jacques Berque, Jean Cazeneuve, Jean Duvignaud ou encore L. Goldman. Il signe le Manifeste des 121.
En 1962, l'OAS dépose une bombe devant sa porte qui explose mais qui ne le tue pas. Après avoir fini un ouvrage sur Pierre-Joseph Proudhon, il meurt d'un infarctus en 1965.

## Apports à la sociologie
Quoiqu'il ait joué un rôle majeur dans le développement en France de la sociologie, G. Gurvitch n'est en rien un tenant de la « science normale ». « Grand voyageur des espaces intellectuels » (G. Balandier), il se définissait lui-même comme un « exclu de la horde », « chercheur travaillant contre le courant ».
Spécialisé dans la sociologie de la connaissance, il est un héritier de Marcel Mauss, à qui il emprunte la notion de phénomène social total. Il a aussi été un des précurseurs de la sociologie juridique, et a notamment inspiré Roscoe Pound. Les années 1930 sont très productives à cet égard. Puis il s'oriente vers la sociologie théorique avec son essai de classification des formes de la sociabilité (1937) et ses Essais de sociologie (1938).
Durant son séjour aux États-Unis, il découvre la sociologie américaine, qu'il contribuera à faire connaître en France, tout en développant une critique acerbe de son caractère « gestionnaire ». Tous ses enseignements et publications iront désormais dans le sens d'une sociologie théorique critique. Pour lui, la sociologie ne pouvait être que dialectique et pluraliste. Son système est une vaste synthèse qui, à partir de l’idée de « réciprocité des perspectives » — il postule l’existence d’une immanence réciproque des consciences individuelles aux consciences collectives — qu’il déclare emprunter à Marx et Mauss, se veut une tentative pour surmonter la question de la séparation entre individu et société, et résoudre du même coup la question du lien entre théorie et empirie. Ainsi, la réalité sociale est d’abord à comprendre comme un ensemble de « paliers profondeurs » qui vont de la surface morphologique de la société aux états mentaux et psychiques des individus, en passant par ce qu’il nomme « les conduites collectives régulières » (les pratiques religieuses par ex.), les « modèles sociaux » (des images plus ou moins standardisées des conduites collectives comme la Fête Nationale). Cette vue « verticale » étagée de la société croise des ensembles d'attitudes collectives, lesquelles traversent « horizontalement » les paliers, et qu'on observe dans leur mouvement à travers différents types de groupements dont ils sont le fondement. Ainsi, tout groupe (essentiellement les « classes sociales », les « formes de sociabilité », les « sociétés globales ») est d'abord un « phénomène social total » capable de se manifester dans tous ces paliers en profondeur de la réalité sociale. Dans ces conditions, la sociologie peut se définir comme l'étude de la société en acte, soumise à de perpétuels mouvements de structuration et de déstructuration, la science des phénomènes sociaux totaux c’est-à-dire de la réalité sociale prise à tous ses niveaux de réalité. Gurvitch pense proposer là un instrument de travail capable de prendre en charge tous les faits sociaux micro et macrosociologiques.
Les travaux qu'il impulse, en particulier dans le Groupe de sociologie de la connaissance, sont particulièrement novateurs : Industrialisation et technocratie, avec notamment les recherches développées par Nora Mitrani ; Sociologie des pays sous-développés, Crise de l'explication en sociologie ; Signification et fonction des mythes dans la vie et connaissances politiques, Sociologie des mutations. Il n'eut de cesse, de 1950 jusqu'à sa disparition, à développer des instruments théoriques et méthodologiques à destination des jeunes générations de sociologues.
Il en résulte, entre 1958 et 1960, la publication de l'ouvrage collectif La vocation actuelle de la sociologie. La parution en 1962 de Dialectique et sociologie constitue le sommet de son œuvre. Les cadres sociaux de la connaissance est paru quelques mois après sa disparition en 1966 ainsi que les Études sur les classes sociales qui devaient à l'origine s'appeler Dix huit leçons sur les classes sociales mais dont Raymond Aron, jugeant le titre trop proche de ses Dix huit leçons sur la société industrielle, exigea qu'elles soient intitulées différemment. 
Son opposition farouche à tous les formalismes, y compris le structuralisme, explique pour une part l'éclipse qu'a connue sa pensée jusqu'à la fin du XXe siècle. Mais les questions qu'il a soulevées autour de la sociologie de connaissance, les cadres sociaux de la technocratie et la multiplicité des temps sociaux, expliquent le regain d'intérêt dont son œuvre fait aujourd'hui l'objet.

## Décoration
- Officier de l'Instruction publique en 1955, en qualité de « professeur à la faculté des lettres de Paris »[13].

## Œuvres

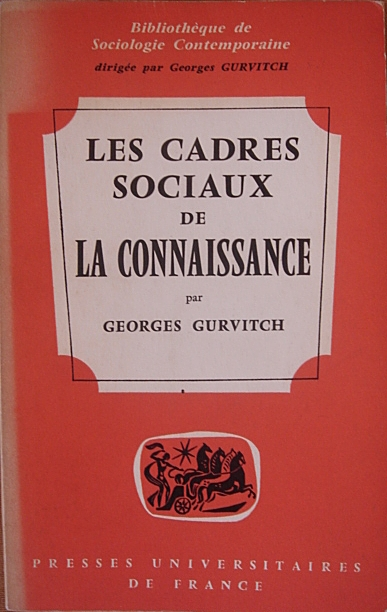
Édition de 1966.

- Fichtes System der concreten Ethik, Tübingen: Mohr, 1924.
- Les tendances actuelles de la philosophie allemande : E. Husserl, M. Scheler, E. Lask, N. Hartmann, M. Heidegger, préface de Léon Brunschvicg, Paris: J. Vrin 1930.
- L'expérience juridique et la philosophie pluraliste du droit, Pedone, 1935.
- Essai de sociologie, Paris, 1938.
- Éléments de sociologie juridique, Paris, Aubier, 1940.
- Sociology of Law, New York et Londres, 1942.
- La déclaration des droits sociaux, Librairie philosophique J. Vrin, 1946
- Morale théorique et science des mœurs, PUF, 1948.
- (dir.) Industrialisation et technocratie, Paris, Armand Colin, 1949.
- La vocation actuelle de la sociologie (2 tomes), PUF, 1re édition 1950, 4e édition 1969.
- Le concept des classes sociales de Marx à nos jours, 1954.
- Déterminismes sociaux et liberté humaine, PUF, 1re édition 1955, 2e édition 1963.
- (dir.) Traité de sociologie, 2 vol., Paris, PUF, 1re édition 1957 et 1960, 3e édition 1968.
- The Spectrum of Social Time, 1958.
- Dialectique et sociologie, Flammarion, 1re édition 1962, 2e édition 1972.
- Proudhon, sa vie, son œuvre, PUF, 1965.
- Les cadres sociaux de la connaissance, PUF, 1966. (Rééd. Tops/Trinquier 2001)
- Études sur les classes sociales, Paris, Denoël-Gonthier, 1966.
- La magie et le droit, préface de François Terré, Dalloz, 2004, 110 p.

### Traductions à L'Harmattan
- Écrits allemands, I, Fichte, Textes traduits et édités par Christian Papilloud et Cécile Rol
- Écrits allemands, II, Philosophie du droit, Philosophie sociale et phénoménologie, Textes traduits et édités par Christian Papilloud et Cécile Rol (sociologie française en comparaison de la sociologie allemande)
- Écrits allemands, III, Sociologie, Textes traduits et édités par Christian Papilloud et Cécile Rol
- Écrits russes, Écrits de jeunesse, Textes traduits et édités par Cécile Rol et Mikhaïl Antonov

### Articles
- « Sociologie de la connaissance et psychologie collective », L'Année sociologique, 3e série, t. 1, 1940-1948.
- « La sociologie du jeune Marx », Cahiers internationaux de sociologie, vol. 3-4, 1947-1948 a.
- « Microsociologie et sociométrie », Cahiers internationaux de sociologie, vol. 3-4, 1947-1948 b.
- « Psychologie collective et psychologie de la connaissance », L'Année sociologique, 3e série, 1948-1949.
- « Groupement social et classe sociale », Cahiers internationaux de sociologie, vol. 7, 1949.
- « Réponse à une critique. Lettre ouverte au Pr Léopold von Wiese », Cahiers internationaux de sociologie, vol. 13, 1952.
- « Hyper-empirisme dialectique », Cahiers internationaux de sociologie, vol. 15, 1953.
- « Le concept de structure sociale », Cahiers internationaux de sociologie, vol. 19, 1955.
- « La crise de l'explication en sociologie », Cahiers internationaux de sociologie, vol. 21, 1956.
- « Réflexions sur les rapports entre philosophie et sociologie », Cahiers internationaux de sociologie, vol. 22, 1957.
- « Continuité et discontinuité en histoire et sociologie », Annales, vol. 1, 1957.
- « Pour le centenaire de la naissance de Durkheim », Cahiers internationaux de sociologie, vol. 26, 1959.
- « Mon itinéraire intellectuel ou l'exclu de la horde », L'Homme et la société, no 1, 1966.
- « Proudhon et Marx », in : L’actualité de Proudhon, colloque de novembre 1965, éditions de l’institut de sociologie, université libre de Bruxelles.